# 더 썬 (영화)
《더 썬》(영어: The Son)은 2022년 개봉한 드라마 영화이다. 플로리앙 젤레르가 감독과 각본을 맡았으며, 젤레르 본인의 2018년 동명 희곡이 영화의 원작이다.
2022년 제79회 베네치아 국제 영화제 황금사자상 경쟁작이다.

## 줄거리
이혼 후 재혼한 뉴욕 법률 사무소 변호사 피터는 두 번째 아내 베스와의 사이에서 가진 아기를 키우고 있다. 어느 날 전처 케이트가 찾아와 17살 아들 니컬러스가 우울증으로 학교를 자퇴했다고 알린다. 피터는 니컬러스와 거의 교류가 없었지만 그를 집에 받아들이기로 한다. 아버지 앤서니와 사이가 좋지 않은 피터는 니컬러스에게 좋은 아버지가 되려고 노력한다.
피터는 니컬러스와 유대를 맺으려 하지만, 자신이 케이트를 배신하고 바람을 피워 니컬러스에게 깊은 상처를 줬다는 사실은 외면한다. 니컬러스가 자살을 시도하고 치료 시설에 입원하게 되자 피터는 이 상황을 초래한 책임이 자신에게 있음을 뒤늦게 깨닫는다.
일주일 후 피터와 케이트는 그간 보여 온 자신의 행동을 후회한다는 니컬러스의 간청에 동정하여 그를 집으로 데려온다. 집에 돌아온 니컬러스는 피터와 케이트에게 차를 끓여 주고, 영화를 보러 가자는 케이트의 제안에도 긍정적으로 답한다. 니컬러스가 샤워를 하러 간 사이 피터와 케이트는 상황이 나아진 것 같다고 대화하지만, 곧 니컬러스는 스스로 목숨을 끊고, 피터는 큰 충격을 받는다.
몇 년 후 피터는 니컬러스가 살아 있다면 어떠했을지를 공상한다. 죄책감과 후회로 괴로워하며 비극을 자신의 탓으로 돌리는 피터를 베스가 위로한다.

## 출연진
- 휴 잭맨 - 피터 밀러 역
- 로라 던 - 케이트 밀러 역
- 버네사 커비 - 베스 역
- 젠 맥그라 - 니컬러스 밀러 역
  - 조지 코벨 - 니컬러스 밀러 아역
- 휴 쿼시 - 해리스 박사 역
- 앤서니 홉킨스 - 앤서니 밀러 역
- 그레천 이골프 - 응급실 정신과 의사 역
- 윌리엄 호프 - 앤드루 역